# Taras Tarasenko
Taras Tarasenko, ukr. Тарас Петрович Тарасенко (ur. 26 lipca 1980 w Bohusław, obwód Kijowski) – ukraiński prawnik, kierownik arbitrażu. Ukraiński polityk, deputowany do Rady Najwyższej Ukrainy IX kadencji.

## Życiorys
Urodzony 26 lipca 1980 r. w Bohusławiu. Jego matka pracuje w dziedzinie szkolnictwa średniego, jego ojciec był zastępcą rady miasta Bohusław.
Taras Tarasenko jest absolwentem Wydziału Prawa Kijowskiego Narodowego Uniwersytetu Ekonomicznego im Wadyma Hetmana.
W latach 2002–2004 Taras pracował w JSB «Ukrsotsbank», gdzie kierował struktury bankowe obwodu Charkowskiego, Chmielnickiego i Kijowskiego.
Tarasenko jest dyrektorem JSC «ЮК „СТС“», który powstał w 2010 r. Wcześniej pracował na stanowiskach kierowniczych w kancelariach prawnych.
Kandydat na deputowanych ludowych od Partii Ludowej «Sługa Ludu» w wyborach parlamentarnych w 2019 r., nr 124 na liście. W momencie wyborów: prawnik, nie-partyjny. Mieszka w Kijowie.

## Działania parlamentarne
Członek Rady Najwyższej Komisji Praw człowieka, deokupacji i reintegracji tymczasowo zajętych terytoriów w Doniecku, obwodzie ługańskim i Autonomicznej Republice Krymu, Sewastopolu, mniejszości narodowych i stosunków międzynarodowych, Przewodniczący Podkomisji praw człowieka.
Współprzewodniczący Grupy Stosunków Międzyparlamentarnych z Republiką Łotewską.
Członek międzyparlamentarnej grupy łącznikowej z Republiką Południowej Afryki, Włochami, Polską, Kanadą.